# Шайе-Лонг, Чарлз
Чарлз Шайе-Лонг (Charles Chaillé-Long, 1842—1917) — североамериканский путешественник по Африке.

## Биография
Родился в 1842 году. Участвовал в рядах северной армии в сецессионной войне. В 1870 году в качестве подполковника генерального штаба поступил в египетскую армию. Участник экспедиции Гордона в 1874 году, он был послан последним к царю Мтезе в Уганду, дошёл до Укереве и вернулся в Гондокоро. Он открыл по пути озеро Лонг (или Ибрагима-паши) между выходом Нила из Укереве и Магунго. Пробыв короткое время в Хартуме, Лонг в 1875 году посетил область Вари и достиг земель Макрака-Ням-Ням.

## Труды
- «Central Africa. Naked truths of naked people» (1876);[1]
- «Egypt, Africa and Africans» (1878);
- «Three prophets: Chinese Gordon, Mohammed-Ahmed, Arabi-Pasha» (1884).